# Claude Iverné
Claude Iverné, né le 24 janvier 1963 à Auxonne dans le département de la Côte-d'Or, est un photographe documentaire et chercheur français.

## Biographie
Claude Iverné a suivi sa scolarité chez les Frères de la Salle puis au collège et lycée La Providence à Amiens.
Il commence sa carrière chez Pierre Cardin, de 1985 à 1987, puis il quitte les facilités de la maison de couture pour devenir assistant au studio Pin-up de 1988 à 1992 et approfondir ses connaissances auprès des photographes phares de la publicité et de la mode.
Il est sollicité par les médias français, pour des portraits puis des reportages. Il prend ensuite ses distances pour se consacrer à des projets de fond: portrait, reportage puis document. Il fréquente le séminaire Des Territoires de Jean-François Chevrier à l'Ecole Nationale SUpérieure des Beaux-Arts de Paris (ENSBA).
En 1998, il entreprend un travail documentaire sur les traces d’une ancienne piste transsaharienne, dans le désert Libyque du Kordofan et Darfour,, qui relie l’Égypte et le Soudan, « Darb al Arba’in » (« la piste des quarante jours »).
Il apprend l’arabe et entreprend un long et minutieux travail sur ce territoire, ses sociétés et annales, qui lui valent aujourd'hui d'intervenir comme spécialiste du sujet auprès de nombreuses institutions.
En 2003, il fonde Elnour (la lumière), bureau de documentation avec plusieurs photographes soudanais et chercheurs internationaux. En 2012, il fonde la maison d'éditions Elnour. 
Il contribue à l'entrée de photographes soudanais dans les collections publiques et privées notamment le musée du Quai Branly - Jacques-Chirac et la Sharjah Art Fondation.
En 2018, le Centre national des arts plastiques acquiert un ensemble de ses œuvres.
En 2019, il obtient le diplôme de l'école nationale supérieure de photographie d'Arles par VAE.
En 2023, inscrit en thèse de Doctorat à l'EPHE, sous la direction de Claude Rilly et co-direction de Michel Poivert, pour une recherche sur l'histoire  de la photographie au Soudan.

## Collection publiques
- Bibliothèque nationale de France
- Centre National des Arts Plastiques
- Fonds régional d'art contemporain Nouvelle-Aquitaine, MECA

## Récompenses
- 2025 : Prix des Amis du musée Albert Kahn
- 2019 : Lauréat de la bourse documentaire du Centre national des arts plastiques[7], pour le projet CHAM au Cambodge
- 2015 : Prix Henri-Cartier-Bresson[8],[9]
- 2003 : Prix 3P organisé par Yann Arthus-Bertrand[10]

## Publications
- Cinquante ans d'archéologie au Soudan, Ed Soleb, 2021
- Carnets dy Paysage N°39 : Croix et calvaires en paysages, Chrétiens, 2021
- SudanPhotoGraphs, aLandTypologyEssay, Elnour Publishing2012, Vol. 1 ; 2014, Vol. 2 ; 2016, Vol. 3 ; 2018, Vol. 4 ; 2019, Vol. 5.
- César à l’œuvre, Ed Elnour, 2018
- Bilad es Sudan, avec un entretien de Quentin Bajac avec Jonas Cuenin, éditions Xavier Barral / Fondation HCB, 2017
- Henri, Quelques pas avec l'Abbé Pierre, album photographique, éditions Albin Michel, 2009  (ISBN 978-2-226-18174-9)
- « Pourquoi on meurt au Darfour », p. 169-178 : Images du Darfour, Académie européenne de géopolitique, éd. ERES, 2008  (ISBN 978-2-7492-0924-1)[11]

## Sélection d'expositions
- 2025 : Mondes en communs, musée Albert Kahn
- 2023 : Épreuves de la matière, Bibliothèque nationale de France, Paris
- 2023 : Rethinking Nature, Venise
- 2023 : «Manifeste», Leica Gallery, Paris
- 2023 : « Des Arbres», galerie Eric Dupont, Paris
- 2022 : « Paris Photo, galerie Eric Dupont, Paris
- 2022 : «Pharaon des deux terres », Musée du Louvre, Paris
- 2022 : « De Rerum Natura », Ithaque, Paris
- 2021 : « Art paris », galerie Eric Dupont, Paris
- 2020 : « Eric Dupont Invite », galerie Eric Dupont, Paris
- 2019 : « About Description »[12], Bergen Kjött / Bit Teatergarasjen, Bergen, Norvège
- 2018 : « Nubie », galerie Agathe Gaillard, Paris
- 2017 : « De la couleur »[13], galerie Agathe Gaillard, Paris
- 2017 : « Bilad es Sudan », Aperture Foundation[14], New York
- 2017  « Bilad es Sudan », Fondation Henri Cartier-Bresson[15]
- 2016 : « Photographies soudanaises »[16], musée Nicéphore-Niépce
- 2012 : « Photographies soudanaises », Maison des Métallos, Paris[17],[18]
- 2012 : « De la photographie soudanaise » (conférence), Recyclart, Bruxelles
- 2011 : Galerie Clémentine de la Féronnière, Paris
- 2011 : Rencontres photographique du 10e arrondissement, Paris
- 2010 : Centre culturel égyptien, Paris[19]
- 2008 : Dar-Four, Festival international de géographie, Saint-Dié-des-Vosges[20]
- 2008 : « Portraits d'artistes », galerie Verdeau, Paris
- 2007 : « Pharaons noirs », musée royal de Mariemont, Belgique
- 2007 : Visa pour l'image (projection), Perpignan
- 2007 : « Dar-Four, La précipitation d'une modernité inéluctable », Confluences, Paris ; Sciences-Po Paris ; université Paris 7 Diderot
- 2005 : Commissaire de l'exposition « Soudan », Rencontres internationales de Bamako, Mali
- 2004 : Centre culturel français, Khartoum, Soudan
- 2003 : « Darb al Arba'ïn », Maison des Métallos, Paris[21]
- 2002 : « Darb al Arba'ïn », United Nations, Khartoum
- 1994 : « Edgar Gustave Georges et les autres, un portrait d'entreprise », Croix (3 Suisses)
- 1994 : « Portraits », Amiens